# Appel de Clermont

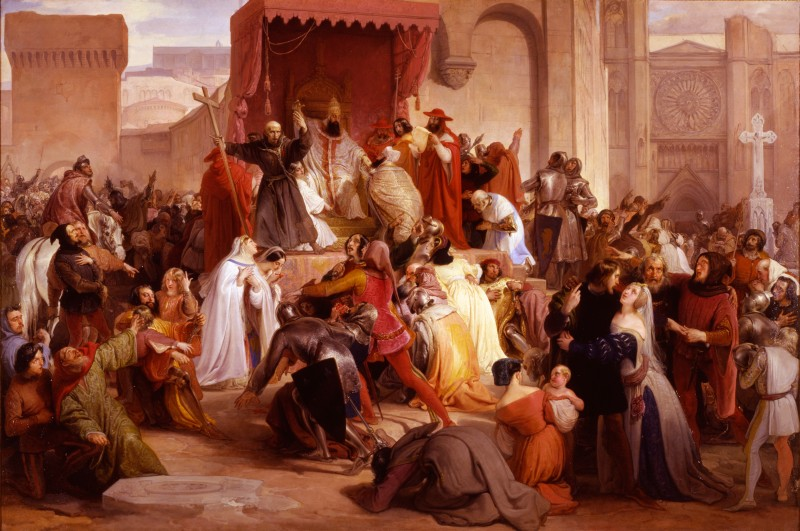
Le pape Urbain II prêchant la première croisade sur la place de Clermont, tableau de Francesco Hayez (1835).

L'appel de Clermont est un discours, prononcé le 27 novembre 1095 par le pape Urbain II, le lendemain du concile de Clermont, qu'il avait présidé. 
Ce discours est un appel aux croisades.

## Les sources
On ne connaît pas le discours exact d'Urbain II car il n'a pas été retranscrit. Mais du fait de sa portée dans l'Histoire, il existe de nombreux témoignages. Entre autres, quatre témoins directs du discours racontèrent l'événement a posteriori, au début du XIIe siècle. Les quatre clercs en question (Geoffroi de Vendôme, Baudri de Bourgueil, Robert le Moine, et Foucher de Chartres) nous permettent de connaître les principales dimensions du discours.
Il existe aussi une foule de témoignages indirects, où les écrivains, tel Guibert de Nogent, retranscrivent ce qu'ils avaient entendu dire.

## Les grands thèmes du discours
- La dénonciation de la souffrance des chrétiens d'Orient : depuis 638, Jérusalem est occupée par les musulmans qui laissent tout de même l'accès de la ville aux pèlerins chrétiens. Cependant, sous le calife fatimide Al-Hakim bi-Amr Allah, vers 1009, le Saint-Sépulcre fut détruit. Il est rapidement reconstruit par les artisans byzantins mais cet événement est l'un des éléments déclencheurs dans cette idée de menace pour les chrétiens d'Orient. La progression des turcs Seldjoukides, qui écrasent notamment les Byzantins en 1071 à Manzikert et qui ont pris le contrôle de Jérusalem en 1078, massacrant toute la population, ou encore la demande de mercenaires d'Alexis Ier Comnène au concile de Plaisance pour repousser les nomades Petchenègues sont autant d'autres éléments qui accréditent cette idée que le pèlerinage vers Jérusalem est en danger.
- Le combat des temps derniers, dans l'idée de l'imminence de l'apocalypse.
- La promesse d'indulgence plénière pour les combattants.